# Рижский Краснознамённый институт инженеров гражданской авиации имени Ленинского комсомола
Рижский Краснознамённый институт инженеров гражданской авиации имени Ленинского комсомола (РКИИГА) — ныне не существующее высшее учебное заведение СССР (в прошлом высшее военное учебное заведение) и Латвии, выросшее на базе одного из старейших авиационно-технических учебных заведений Советской России и СССР, организованного в 1919 году. Находился в городе Риге, Латвийской ССР, позже Латвии.

## Общая информация
За все годы существования несколько раз менялось наименование учебного заведения, его местоположение и профиль обучения. Тысячи выпускников были участниками Великой Отечественной войны и получили боевые награды. К 25-летию своей деятельности Курсы были награждены орденом Боевого Красного Знамени.
После ВОВ Курсы были преобразованы в Рижское Краснознаменное высшее инженерно-авиационное военное училище.
История учебного заведения в системе высшего авиационного образования гражданского воздушного флота (ГВФ) началась в июне 1960 года с РИИГВФ — Рижского института инженеров гражданского воздушного флота. В 1967 году в связи с преобразованием Главного Управления ГВФ в Министерство гражданской авиации СССР институт был переименован в РИИГА — Рижский институт инженеров гражданской авиации. Постановлением Президиума Верховного Совета СССР от 14.07.1967 г. за институтом, являющимся преемником Курсов усовершенствования ВВС Красной Армии, сохранён орден Красного Знамени, которым были награждены Курсы, и институт в очередной раз был переименован в Рижский Краснознамённый институт инженеров гражданской авиации имени Ленинского комсомола. Институт входил в систему высших учебных инженерно-авиационных институтов гражданской авиации СССР наряду с Киевским институтом инженеров гражданской авиации (КИИГА) и Московским институтом инженеров гражданской авиации (МИИГА).
РКИИГА являлся старейшим в Советском Союзе учебным заведением по подготовке авиационно-технических специалистов. Обучение и воспитание студентов велось на 38 кафедрах. В 1989 году более 65 % преподавателей имели ученые звания и степени, в их числе 22 доктора наук, профессора.
Институт вёл подготовку иностранных специалистов.
За время существования с 1960 по 1992 годы РКИИГА выпустил свыше 25000 специалистов гражданской авиации. Свыше 40 выпускников защитили докторские диссертации. В основном за счет этого контингента пополнялся штат профессорско- преподавательского состава вуза.
В 1964 году в институте было организовано студенческое конструкторское бюро СКБ РКИИГА. Для многих студентов путь в науку начался именно в нём. С 1961 по 1988 год студентами института были спроектированы и построены самолёты, вертолёты, автожиры, дельтапланы и аппараты на воздушной подушке. В стенах СКБ восстанавливались самолёты-ветераны советского авиастроения.
25 февраля 1992 года вуз перешёл под юрисдикцию Латвийской Республики и был переименован в РАУ (RAU) — Рижский авиационный университет ( (латыш.)Rīgas Aviācijas Universitāte). В 1999 году Постановлением Кабинета Министров Латвии № 383 о ликвидации РАУ как государственного высшего учебного заведения вуз был ликвидирован. На базе университета были созданы Институт транспорта и связи и Авиационный институт при Рижском техническом университете.

## Структура
- Руководство института
- Факультет авиационного радиоэлектронного оборудования (ФАРЭО)
- Факультет авиационного оборудования (ФАО)
- Инженерно-экономический факультет (ИЭФ)
- Факультет автоматики и вычислительной техники (ФАВТ)
- Механический факультет (МФ)
- Кафедра военной подготовки
- Кафедра физической подготовки
- Учебный аэродром
- Библиотека
- Студенческие общежития

В стенах РКИИГА традиционно культивировались Студенческий театр эстрадных миниатюр (СТЭМ) и межфакультетский конкурс «Студенческая весна». Команда РКИИГА участвовала в соревнованиях КВН на рубеже 60-х — 70-х годов.
По окончании РКИИГА выдавался диплом с присвоением квалификации инженер и указанием специализации, соответствующей пройденному курсу обучения. Прошедшим обучение на военной кафедре присваивалось воинское звание лейтенант-инженер запаса.
После развала СССР выпускникам, которые начинали учебу в РКИИГА, а заканчивали уже РАУ, выдавали диплом инженера с указанием специализации и диплом магистра технических наук, если выпускником дополнительно была защищена магистерская научная работа.

## Сроки обучения
- Механический факультет (МФ) — 5 лет 6 месяцев
- Факультет авиационного и радиоэлектронного оборудования (ФАРЭО) — 5 лет 6 месяцев
- Факультет авиационного оборудования (ФАО) — 5 лет 6 месяцев
- Инженерно-экономический факультет (ИЭФ) — 5 лет на инженерных специальностях и 4 года на потоке финансистов
- Факультет автоматики и вычислительной техники (ФАВТ) — 5 лет

## Аэродромы института
В районе улиц Пиедруяс и Дарзциема организовали учебный аэродром и радиополигон кафедры технической эксплуатации МФ, ЭТФ и РТФ. На учебном аэродроме располагались современные гражданские самолёты. Позже учебный аэродром был преобразовали в Учебную авиационно-техническую базу (УАТБ), а на радиополигоне развернули первые радиолокаторы гражданской авиации, системы ближней навигации, первые радиомаяки, радиостанции связи и другое оборудование. Радиополигон позже был преобразован в учебную базу эксплуатации радиоэлектронного оборудования и связи (УБЭРТОС), и оснащался современнейшими обзорными, диспетчерскими и посадочными радиолокаторами различных типов, автоматическими радиопеленгаторами, инструментальными системами посадки, системами обработки и отображения информации, системами ближней навигации, системами связи и управления воздушным движением, радиорелейными станциями, вторичными радиолокаторами и многим другим.
В 1980-х годах на аэродроме Спилве расположили самолёты, которые также принадлежали УАТБ и использовались в учебном процессе. Дополнительно на территории учебного аэродрома был построен корпус «Э» (эксплуатационный), в котором разместили кафедры технической эксплуатации МФ, ЭТФ и РТФ, а также специально оборудованное здание для учебно-производственных мастерских. Позже сюда была передислоцирована военная кафедра.

## Матчасть института
В разные годы в институте производилась подготовка авиационных инженеров на следующих типах самолётов: Ил-18, Ту-104, Ту-124, Ан-10, Ан-2, Ту-134, Ту-154, Ан-24, Як-40, Ту-16, Ту-22, Як-42, Ил-62, Ил-76 и вертолётов: Ми-1, Ми-4, Ми-8, Ка-25.

## История

### Школа и курсы подготовки авиационных техников
- 1919, 24 мая — Школа авиационных техников-механиков, г. Киев[7];
- 1919 — в начале августа началась эвакуация Школы в Москву, 20 сентября Школа прибыла в Москву;
- 1919, октябрь — Школа переименована в Московскую Школу техников-механиков Красного Воздушного Флота;
- 1921, май — Школа перебазировалась в Петроград;
- 1922, октябрь - Школа переименована в Военно-техническую школу Красного Воздушного Флота;
- 1922, декабрь — в зданиях 2-го кадетского корпуса размещена Петроградская школа техников-механиков Красного Воздушного Флота;

- 1924 г. июнь — Военно-техническая школа Красного Воздушного Флота переименована в Ленинградскую военно-техническую школу ВВС РККА;
- 1924 г. сентябрь — приказом РВС СССР № 224/25 и начальника ВВС РККА № 593 на базе Киевского военного училища Красного Воздушного Флота и Егорьевской школы (до 1918 г. — Гатчинская авиационная школа) была создана Военно-теоретическая школа Красного Воздушного Флота и была размещена в зданиях бывшего Павловского училища (ул. Красного курсанта, 21);
- 1931, июль — Школа переименована в Первую военную школу авиационных техников имени К. Е. Ворошилова;
- 1934, 1 января — Школа переименована в Курсы усовершенствования технического состава ВВС РККА имени К. Е. Ворошилова;
- 1938 г. май — Военно-техническая школа ВВС РККА преобразована в 1-е Ленинградское военное авиационно-техническое училище имени К. Е. Ворошилова;
- 1939 г. ноябрь — 1-е Ленинградское военное авиационно-техническое училище имени К. Е. Ворошилова преобразовано в Ленинградские авиационно-технические курсы усовершенствования ВВС Красной Армии имени К. Е. Ворошилова;
- 1941, август — Курсы эвакуированы в Магнитогорск;
- 1944, 2 августа — Курсы награждены орденом Красного Знамени.

### Становление высшего учебного заведения и переезд в г. Ригу
- 1945, май-июнь — передислокация курсов в г. Ригу;
- 1946, сентябрь — Курсы преобразованы в 1-е Ленинградское Краснознамённое высшее авиационно-инженерное училище ВВС имени К. Е. Ворошилова;
- 1948, 27 июня — Училище переименовано в Первое рижское Краснознамённое высшее инженерно-авиационное военное училище им. К. Е. Ворошилова;
- 1948 — Училище переименовано в Рижское Краснознамённое Высшее инженерно-авиационное военное училище имени К. Е. Ворошилова, директива Генерального штаба от 20.09.1948 №ОРГ/5/93327;
- 1949, 31 июня — приказом министра обороны СССР Училище было объединено со Вторым ленинградским Краснознамённым высшим инженерно-авиационным военным училищем им. Ленинского Комсомола, которое также находилось в Риге, в Рижское Краснознамённое высшее инженерно-авиационное военное училище им. К. Е. Ворошилова;
- 1958 — в ознаменование 40-летия ВЛКСМ Училищу было присвоено название «Рижское Краснознамённое высшее инженерно-авиационное училище имени Ленинского комсомола».

#### Переход с военного авиационного на гражданское авиационное образование
- 1960 — На базе Рижского Краснознамённого высшего инженерно-авиационного военного училища имени К. Е. Ворошилова создан гражданский вуз — «Рижский институт инженеров гражданского воздушного флота» (РИИГВФ), впоследствии Рижский Краснознаменный институт инженеров гражданского воздушного флота имени Ленинского комсомола (РКИИГВФ), Рижский Краснознаменный институт инженеров гражданской авиации имени Ленинского комсомола (РКИИГА).

##### Период после распада СССР
- 1992—1999 — Рижский авиационный университет (РАУ).

## Награды
Награды СССР
- Орден Красного Знамени, указ Президиума Верховного Совета СССР от 8 августа 1944 года, в ознаменование 25-летнего юбилея Ленинградских авиационно-технических курсов усовершествования ВВС Красной Армии имени К. Е. Ворошилова, их боевых заслуг перед Родиной и за подготовку высококвалифицированных авиационных специалистов Военно-воздушных сил Красной Армии.

## Известные выпускники
- Туманский, Сергей Константинович (род. 1901) — советский учёный, конструктор авиационных двигателей, академик АН СССР;
- Родимов, Пётр Васильевич (род. 1902) — советский военачальник и учёный, генерал-полковник инженерно-технической службы;
- Чкалов, Валерий Павлович (род. 1904) — советский лётчик-испытатель, комбриг;
- Коккинаки, Владимир Константинович (род. 1904) — заслуженный лётчик-испытатель СССР, генерал-майор авиации;
- Судец, Владимир Александрович (род. 1904) — советский военачальник, маршал авиации;
- Пилютов, Пётр Андреевич (род. 1906) — лётчик-ас, гвардии полковник. Участник Великой Отечественной войны, одержавший 23 воздушных победы;
- Мазурук, Илья Павлович (род. 1906) — советский полярный лётчик, генерал-майор авиации, депутат Верховного Совета СССР;
- Байдуков, Георгий Филиппович (род. 1907) — советский лётчик-испытатель; военачальник, генерал-полковник авиации;
- Ляпидевский, Анатолий Васильевич (род. 1908) — советский лётчик, генерал-майор авиации, первый Герой Советского Союза (1934);
- Каманин, Николай Петрович (род. 1908) — советский лётчик и военачальник, генерал-полковник авиации. Участник операции по спасению экспедиции парохода «Челюскин» (1934). Организатор и руководитель подготовки первых советских космонавтов;
- Раков, Василий Иванович (род. 1909) — советский лётчик, генерал-майор авиации, доктор военно-морских наук, профессор;
- Чуев, Алексей Васильевич (род. 1918) — новатор промышленного производства, бригадир токарей Балтийского судостроительного завода;
- Мусабаев, Талгат Амангельдиевич (род. 1951) — Герой Российской Федерации, советский и российский космонавт;
- Выпускники (лётчики)- Герои Советского Союза.